# Холодник (Роменский район)

Холодник (укр. Холодник) — село,
Андреевский сельский совет,
Роменский район,
Сумская область,
Украина.
Код КОАТУУ — 5924180903. Население по переписи 2001 года составляло 98 человек .

## Географическое положение
Село Холодник находится на одном из истоков реки Артополот,
ниже по течению на расстоянии в 3,5 км расположено село Андреевка.
На расстоянии в 1 км расположено село Бугаевка (Липоводолинский район).